# Acid house
Acid house eller bare acid er en sub-genre af house som blev skabt i 1980'erne i USA. Siden hen blev det bredt ud til Australien, Storbritannien og resten af Europa. Acid house er en form for en blanding af trance og house. Acid house var også en af grundene til, at den genre, vi i dag kender som trance, er blevet skabt.
| Musik | Spire Denne musikartikel er en spire som bør udbygges. Du er velkommen til at hjælpe Wikipedia ved at udvide den. |